# 泉川 (富山県)
泉川（いずみがわ）は、富山県氷見市を流れる二級河川。

## 地理
二上山の西側斜面を水源とし、田子台地の間を北流し上泉で低地帯に入り、そこから東に折れて段丘の先端を迂回し島尾の砂丘地帯を横切り富山湾へ流れる。上泉より下流の水路は全て人口河川で、旧河道はそのまま北進し十二町潟に流れる流路であった。全長6km程度の小河川であるが島尾の低地帯で天井川となり氾濫を繰り返していた
。

## 生態
川幅2mで水量や水深が不十分で夏に水が涸れてしまう事もあり魚の生息が難しい小川と思われる。上流部の上田子地区では水深が浅すぎて魚の生息を確認出来なかった。1999年の調査では、中流部の柳田地区でイトヨ稚魚の群れや、ギンブナ・ドジョウの3科3種が確認された。更に下流ではマハゼ・コイ・ナマズ・ウグイを加えた4科7種が観察された
。